# Кочнев, Дмитрий Александрович
Дми́трий Алекса́ндрович Ко́чнев (нем. Dimitrij Kotschnew; род. 15 июля 1981, Караганда) — немецкий и российский хоккеист, вратарь.

## Биография
Родился 15 июля 1981 года в Караганде. Карьеру игрока начал в возрасте семи лет в местном хоккейном клубе «Автомобилист». Двумя годами позже, в 1992 году, с семьёй переехал в Германию (мать — немка по национальности).
В 16 лет дебютировал в юниорской сборной Германии. В 19 лет был приглашён в немецкий клуб «Crocodiles Hamburg». Вскоре попал в национальную сборную Германии и постоянно выступал на Играх Центральной Европы. Дебютировал на чемпионате мира в 2007 году. К тому времени он уже перешёл в «Iserlohn Roosters» и участвовал в Матче всех звёзд Немецкой хоккейной лиги. Затем неизменно привлекался на чемпионаты мира — в 2008 в Канаде, где он сыграл против сборной хозяев первенства; а в 2009 остался без игровой практики. Провёл более сорока матчей за сборную Германии, в том числе играл на чемпионате мира 2010, прошедшем в Германии, и на чемпионате мира 2012.
Летом 2008 года подписал контракт с московским «Спартаком», а два года спустя перешёл в «Локомотив», вместе с которым стал бронзовым призёром чемпионата. Через год перешёл в подмосковный «Атлант». В КХЛ Дмитрий Кочнев легионером не считался, а следовательно не подпадал под лимит на иностранцев, так как имел российский паспорт. В 2012 году перешел в клуб «Гамбург Фризерс». В 2016 году закончил карьеру.